# Verde di Salizzole

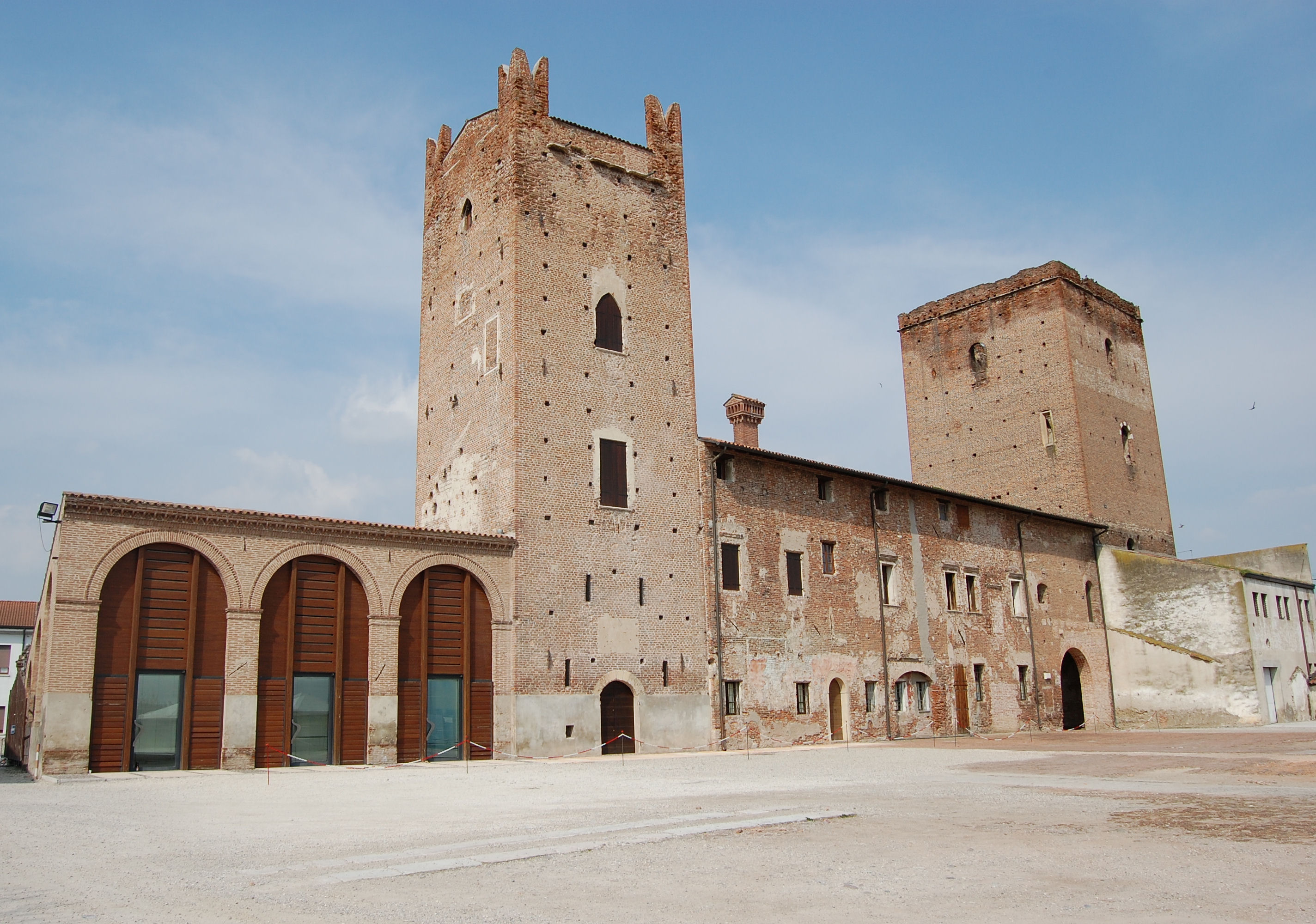
Salizzole, il castello Scaligero, proprietà di Donna Verde

Verde di Salizzole (1241 circa – 25 dicembre 1306) fu una nobile veronese.

## Biografia
Era figlia dei conti di Salizzole, i de Salicoelis. Tra i possedimenti che Verde portò in dote agli Scaligeri (sposò Alberto I della Scala) fu il castello di Salizzole.
Morì nel 1306.

## Discendenza
Sposò Alberto I della Scala prima del 1263 ed ebbe sei figli:
- Costanza (?-Mantova, 1306);
- Bartolomeo (?-1304);
- Barbara (?-1297);
- Alboino (1284-Verona, 28 ottobre 1311);
- Cangrande (9 marzo 1291-Treviso, 18 luglio 1329);
- Caterina (?-?).

Nel 1301 rimase vedova e a succedere ad Alberto venne chiamato Bartolomeo. Dopo la morte di Bartolomeo nel 1303 Alboino e Cangrande condivisero il governo su Verona.